# Tam tam
#Tam tam – singel Moniki Lewczuk, wydany 9 lipca 2015, promujący jej debiutancki album studyjny #1. Utwór został napisany i skomponowany przez samą wokalistkę (tekst i muzyka) we współpracy z Rafałem Malickim (muzyka) i Sarsą Markiewicz (tekst).
Nagranie pokryło się w Polsce złotem, rozchodząc się w nakładzie przekraczającym 10 tysięcy kopii.
Piosenka była notowana na 33. miejscu listy AirPlay, najczęściej granych utworów w polskich rozgłośniach radiowych.

## Autorstwo i wydanie
Piosenkę napisała i skomponowała sama wokalistka we współpracy z Rafałem Malickim (muzyka) i Sarsą Markiewicz (tekst). Kompozycja była poddana masteringowi w nowojorskim studiu Sterling Sound, który został dokonany przez Toma Coyne’a, współpracującego wcześniej z takimi artystami jak: Beyoncé, P!nk czy Adele. Producentem utworu był Rafał Malicki.
Nagranie zostało wydane 9 lipca 2015 w formacie digital download przez wytwórnię Universal Music Polska. Piosenka była pierwszym singlem promującym debiutancki album studyjny artystki – #1.

## „#Tam tam” po premierze
Utwór był promowany przez rozgłośnie radiowe, w tym te ogólnopolskie. Kompozycja znalazła się na wielu radiowych listach przebojów, m.in. na 1. miejscu na liście w Radiu Zet czy 7. pozycji w Radiu Eska.
Piosenka dotarła do 33. miejsca listy AirPlay, najczęściej granych utworów w polskich rozgłośniach radiowych.
Singel został w Polsce wyróżniony złotą płytą za sprzedaż w nakładzie przekraczającym 10 tysięcy kopii.

## Teledysk
9 lipca 2015 odbyła się premiera teledysku do piosenki w reżyserii Piotra Smoleńskiego.
- Reżyseria, zdjęcia, montaż: Piotr Smoleński
- Scenariusz: Monika Lewczuk
- Producent teledysku: Marta Tarnowska
- Kierownik produkcji: Zuzanna Małycha
- Scenograf: Zuzanna Grochowska
- Make up: Maja Adamiak
- Stylizacja fryzur: Elżbieta Paszkiewicz, Tomasz Zajczyk
- Stylizacja: Bartek Indyka
- Mistrz oświetlenia: Andrzej Bąkowski
- Asystent operatora: Kamil Ornarowicz

## Twórcy
Opracowano na podstawie materiału źródłowego.
- Monika Lewczuk – wokal prowadzący, autorstwo muzyki i tekstu
- Rafał Malicki – autorstwo muzyki, miksowanie, produkcja muzyczna
- Sarsa Markiewicz – autorstwo tekstu
- Tom Coyne – mastering

## Lista utworów
- Digital download[4]

1. „#Tam tam” – 3:04

## Notowania

### Pozycje na listach airplay
| Kraj   | Lista (2015)      | Najwyższa pozycja |
| ------ | ----------------- | ----------------- |
| Polska | AirPlay – Top     | 33                |
| Polska | AirPlay – Nowości | 3                 |

### Pozycje na radiowych listach przebojów
| Kraj   | Lista (2015)                | Najwyższa pozycja |
| ------ | --------------------------- | ----------------- |
| Polska | Radio Eska (Gorąca 20)      | 7                 |
| Polska | Radio Szczecin (SLiP)       | 18                |
| Polska | Radio Zet (Lista przebojów) | 1                 |

## Certyfikat
| Kraj          | Certyfikat | Sprzedaż |
| ------------- | ---------- | -------- |
| Polska (ZPAV) | złoto      | 10 000+  |

## Wyróżnienie
| Rok  | Konkurs                                             | Kategoria                                                     | Rezultat    |
| ---- | --------------------------------------------------- | ------------------------------------------------------------- | ----------- |
| 2015 | Podsumowanie notowań Listy Przebojów Radia Zet 2015 | Najpopularniejsze utwory na Liście Przebojów Radia Zet w 2015 | 20. miejsce |